# Karamela (glasbena skupina)
Karamela je slovenska rock skupina, ki je bila ustanovljena leta 1982 v Kopru. Do prve prekinitve delovanja, leta 1990, je skupina veljala za eno najboljših jugoslovanskih spremljevalnih skupin. Spremljala je številne znane vokaliste kot so Josipa Lisac, Massimo Savić, Janez Bončina, Zdenka Kovačiček, Dado Topić, Vlado Štimac ipd. V polnem zagonu delovanja, je skupina odigrala od 200 do 250 koncertov letno.

## Zgodovina

### 1982–1990: Ena boljših jugoslovanskih spremljevalnih skupin
Korenine skupine segajo v konec leta 1981. Marjan Malikovič je bil takrat član Faraonov (predhodno tudi član skupin Kameleoni, Srce in September), Jadran Ogrin (predhodno član Kameleonov in Septembra) in Zlati Klun pa sta igrala pri skupini Boomerang. Konec leta 1981 je prišlo do ponovne združitve Kameleonov, ki so takrat snemali svojo prvo LP ploščo, Kameleoni. Malikovič in Ogrin sta bila člana Kameleonov, pri snemanju pa so sodelovali tudi gostje, med katerimi je bil tudi Klun. Naslednje leto se je nato formirala Karamela, katere prvo zasedbo so sestavljali Malikovič na kitari, Ogrin na bas kitari in Klun za bobni, mesto klaviaturista pa je zasedel Milan "Čiro" Lončina, ki je predtem igral pri Boomerangu in je prav tako sodeloval pri snemanju albuma Kameleoni. Skupine se je zgodaj prijel naziv "superskupina", ker so njeni člani predhodno igrali pri številnih zasedbah kot so Kameleoni, Faraoni, Boomerang, Srce, September, ... Uradni "zunanji" član prve zasedbe je bil tudi slikar Boris Benčič, ki je skrbel za oblikovanje in scenografijo. Skupina je leta 1983 sodelovala z Massimom Savićem in Josipo Lisac. Od septembra do novembra 1983 je Karamela v Zagrebu, v JM Sound Studiu, snemala njen studijski album Hoću samo tebe. Lončino je nato za klaviaturami zamenjal Grega Forjanič, med letoma 1984 in 1986 pa je Karamela sodelovala z Janezom Bončino Benčem, s katerim je posnela singl »Snubec« in igrala na promocijski turneji ob izdaji albuma Ob šanku. Leta 1986 se je skupini pridružil klaviaturist Goran Velikonja, ki je ostal do prve prekinitve leta 1990. Skupina je igrala po vsej Evropi, med drugim je večkrat gostovala tudi v Rusiji.

»Ko dobiš enkrat nalepko "superskupina", moraš super delat. Če ti ne delaš, te pohodijo. /.../ Za superskupino moraš res dobro delat. Moraš imeti dobre glasbenike, "ulaufane" glasbenike, glasbenike, ki so "in", ki se ne bojijo 40.000, 50.000 ljudi. Takrat je to superskupina.«

Marjan Malikovič o Karameli kot "superskupini"
 16. oktobra 1987 je skupina z Josipo Lisac nastopila v takrat novi dvorani Cibona, v Zagrebu, kar je bil prvi glasbeni dogodek v tej dvorani. Leta 1987 je Karamela, kot predstavnica Jugoslavije, sodelovala na predhodniku koncerta v podporo Nelsonu Mandeli, ki se je odvil v Pistoii. Istega leta se je Karamela z Vladom Štimcem udeležila Splitskega festivala in izvedla skladbo »Slobodna je pjesma bez kraja«. Leta 1988 je skupina z Malikovičevo skladbo »Želja« nastopila na festivalu Vaš šlager sezone v Sarajevu. Med letoma 1989 in 1990 je skupina sodelovala z Dadom Topićem, s katerim je posnela singl »Echoes of Love« in z njim koncertirala po Rusiji. Leta 1989, na predzadnji ruski turneji, je bila Karamela pred podpisom pogodbe z rusko založbo Melodija za izdajo plošče, kjer bi prva naklada znašala 1.000.000 kopij. Skupina je nato pripravila posnetke za album, tik pred zdajci pa je prišlo do nesporazumov in se je leta 1990 prvič razšla.

### 1998–2000:Najlepša so jutra
Leta 1998 je prišlo do obuditve skupine Karamela. Od prve zasedbe sta ostala le Malikovič na kitari in Klun za bobni. Ogrin je tačas igral pri skupini Halo, zato ga je nadomestil bas kitarist Marino Dugaro, ki je pred tem igral v skupinah Platana in Night Jump. V skupino sta prišla še nekdanji član skupine Bazar, klaviaturist Marino Legovič in vokalist skupine Pomaranča, Boris Krmac. Malikovič je takrat izrazil željo po avtorskem izdelku, zato je skupina odšla v Studio Hendrix in tam posnela album Najlepša so jutra. Naslovna skladba albuma, za katero glasbo je prispeval Legovič, besedilo pa Drago Mislej, je bila leta 1999 nominirana za Zlatega petelina v kategoriji za najboljšo rock skladbo. Leta 1999 so se skupaj s Tomažem Domiceljem udeležili festivala MMS, kjer so izvedli skladbo »Leta 2050«. Skupina je spet prekinila z delom leta 2000.

### 2013 in naprej: 2. obuditev
25. maja 2013 se je na koncertu v Discu Planet Tuš Koper ponovno formirala skupina Karamela v zasedbi Malikovič, Klun, Ogrin in Goran Velikonja. Skupina je kmalu začela snemati novo ploščo in 29. aprila 2014 izdala prvi singl z albuma, »Jaz bi še«, za katerega je posnela in na portalu YouTube objavila videospot. Vmes je skupina nastopila na koncertu ob 35. obletnici radijske oddaje Š.T.O.S., kjer je zaigrala skladbi »Jaz bi še« in »Želja«. Drugi singl z albuma, »Pod nebom padajočih zvezd«, je skupina izdala 18. septembra 2014. Novi album skupine, Brez strahu, je izšel 17. februarja 2017 pri založbi Croatia Records.

## Člani

### Trenutna zasedba
- Marjan Malikovič – kitara, vokal (1982–1990, 1998–2000, 2013–danes)
- Jadran Ogrin – bas kitara, vokal (1982–1990, 2013–danes)
- Goran Velikonja – klaviature (1986–1990, 2013–danes)

### Nekdanji člani
- Marino Dugaro – bas kitara, vokal (1998–2000)
- Milan Lončina – klaviature (1982–1983)
- Grega Forjanič – klaviature (1984)
- Andrej Kržišnik – klaviature (1985)
- Marino Legovič – klaviature, vokal (1998–2000)
- Oliver Antauer – solo vokal (1983)
- Janez Bončina – solo vokal (1984–1986)
- Vlado Štimac – solo vokal (1987–1988)
- Dado Topić – solo vokal (1989–1990)
- Boris Krmac – solo vokal (1998–2000)
- Zlati Klun – bobni, vokal (1982–1990, 1998–2000, 2013–2022†)

### Gostujoči glasbeniki
- Tomaž Kozlevčar – klaviature
- Robert Vatovec – klaviature
- Branko Krmac – bas kitara

### Sodelujoči vokalisti
- Josipa Lisac (1983–1987)
- Zdenka Kovačiček
- Massimo Savić (1986)
- YU Madonna (1988)
- Tomaž Domicelj (1999)

## Diskografija

### Studijska albuma
- Najlepša so jutra (1998)
- Brez strahu (2017)

### Ostalo
- Josipa Lisac: Hoću samo tebe (1983)
- Ustanak i more - Split '87 (1987) – »Slobodna je pjesma bez kraja«
- Vaš šlager sezone '88 (1988) – »Želja«
- Janez Bončina: Najlepši neuspehi (1992) – »Snubec«
- Melodije morja in sonca 1999 (1999) – »Leta 2050«
- Marino Legovič: Zate... uspešnice Marina Legoviča (2000) – »Najlepša so jutra«